# Untrihexi
Untrihexi o Untrihexium és el nom provisional assignat per la IUPAC a l'hipotètic element químic amb nombre atòmic 136 (símbol provisional Uth).
Aquest element del 8è període de la taula periòdica pertanyeria a la família de les superactinids, i formaria part elements del bloc g.
A mesura que s'allunya de l'illa d'estabilitat (no passant Z ≈ 127), els àtoms sintetitzats ràpidament haurien de esdevenir extremadament inestables, fins al punt que Z ≈ 130 és freqüentment citat com limit « experimental » de l'existència pràctica d'aquests elements ; no és doncs cert que l'element 136 pugui un dia ser efectivament detectat.